# شتاودرنهایم
شتاودرنهایم (به آلمانی: Staudernheim) یک شهر در آلمان است که در باد کرویتسناخ واقع شده‌است. شتاودرنهایم ۱٬۵۱۹ نفر جمعیت دارد.